# Nikos Alavantas
Nikos Alavantas (græsk: Nίκος Aλαβάντας), født 13. april 1959) er en nu pensioneret græsk fodboldspiller, der i løbet af sin klubkarriere har spillet for Paok og Xanthi. Han var forsvarsspiller. Han scorede i alt 31 mål for grækenlands fodboldlandshold.